# Distrito electoral federal 3 de Tlaxcala
El III Distrito Electoral Federal de Tlaxcala es uno de los 300 distritos electorales en los que se encuentra dividido el territorio de México para la elección de diputados federales y uno de los 3 en los que se divide el estado de Tlaxcala. Su cabecera es la ciudad de Zacatelco.
El Tercer Distrito Electoral de Tlaxcala se localiza en la zona sur del estado, formado por 28 municipios; Calpulalpan, Españita, Hueyotlipan, Ixtacuixtla de Mariano Matamoros, Tepetitla de Lardizábal, Sanctorum de Lázaro Cárdenas, Nanacamilpa de Mariano Arista, Amaxac de Guerrero,  Natívitas, Panotla, Tetlatlauca, Xaltocan, Muñoz de Domingo Arenas, Xicohtzinco, Zacatelco, Santa Apolonia Teacalco, Santa Cruz Quilehtla, San Juan Huactzinco, Santa Catarina Ayometla, San Damián Texoloc, San Jerónimo Zacualpan, San Lucas Tecopilco, Santa Ana Nopalucan, San Lorenzo Axocomanitla, Benito Juárez, Yahuquemehcan y la Sección Norte de Apizaco.

## Distritaciones anteriores

### Creación del tercer distrito 1997
De conformidad con la distritación federal  electoral elaborada por el Instituto Federal Electoral (IFE), Tlaxcala cuenta a partir de los comicios de 1997 con un distrito adicional, con cabecera en Zacatelco de esta manera, se establecen 3 distritos electorales federales.

### Modificaciones de marzo de 2017
En marzo de 2017 el Consejo General del Instituto Nacional Electoral aprobó una modificación el la distribución de los distritos electorales de Tlaxcala. El Tercer Distrito se modificó con las inclusiones de Muñoz de Domingo Arenas, Amaxac de Guerrero y Yahuquemehcan y la Sección Norte de Apizaco, mientras que le fueron restados los municipios de Papalotla de Xicohténcatl, Tenancingo y Mazatecochco.

## Diputados por el distrito
| Diputado                      | Grupo parlamentario | Legislatura | Periodo     |
| ----------------------------- | ------------------- | ----------- | ----------- |
| Martha Palafox Gutiérrez      |                     | LVII        | 1997 - 2000 |
| Albino Mendieta Cuapio        |                     | LVIII       | 2000 - 2003 |
| Federico Barbosa Gutiérrez    |                     | LIX         | 2003 - 2006 |
| Alberto Amaro Corona          |                     | LX          | 2006 - 2009 |
| Perla López Loyo              |                     | LXI         | 2009 - 2012 |
| Edilberto Algredo Jaramillo   |                     | LXII        | 2012 - 2015 |
| Ricardo David García Portilla |                     | LXIII       | 2015 - 2018 |
| Lorena Cuéllar Cisneros       |                     | LXIV        | 2018        |
| Claudia Pérez Rodríguez       | 2018 -              | LXIV        |             |